# Adam Václav Těšínský
Adam Václav Těšínský (německy Adam Wenzel von Teschen, polsky Adam Wacław Cieszyński; 12. prosince 1574 – 13. července 1617, zámek Brandýs) byl v letech 1579 až 1617 těšínský kníže. Pocházel z rodu těšínských Piastovců.

## Život
Narodil se z druhého manželství těšínského knížete Václava III. Adama se Sidonií Kateřinou Sasko-Lauenburskou.
Kníže vydával dokumenty v latině, v němčině a češtině, polský jazyk byl používaný především v úřadu knížecího soudního dvora.
Kníže udržoval přátelské vztahy s měšťany Těšína, u kterých si často půjčoval peníze.

## Vláda
Po otcově smrti roku 1579 byl ještě nezletilý, vládu za něj tedy jako regentka vykonávala matka spolu s poručníky, knížetem Jiřím II. Břežským, knížetem Karlem II. Minsterbersko-Olešnickým a Janem starším Bruntálským z Vrbna. Na příkaz císaře Rudolfa II., který chtěl posílit katolický vliv na mladého protestantského knížete, pak v roce 1586 Jana Brunálského nahradili držitel Pštinského panství Sigfríd z Promic a hejtman Svídnického knížectví Matyáš z Lohova.
Těšínsko bylo v roce 1585 zasaženo rozsáhlou morovou epidemii, která přinesla početné ztráty na životech. V roce 1587 se pak stalo dějištěm bojů mezi Maxmiliánem Habsburským a Janem Zamojským o obsazení polského královského trůnu.
V roce 1587 byl vyslán na dvůr kurfiřta Kristiána I. Saského († 1591), kde strávil 8 let. Naučil se zde základům vojenství.
V roce 1595 se Adam Václav vrátil do Těšína, kde se souhlasem regentů převzal vládu. Po roce 1601 se odebral Uher, kde se zúčastnil války s Osmanskými Turky. Zastával funkci velitele oddílu jezdectva. V roce 1605, kdy povstalci Štěpána Bočkaje (1604–1606) obsadili Žilinu, se kníže vrátil zpět na Těšínsko, aby zemi připravil na možnost případného vpádu Bočkajovců. K tomu nedošlo, mezi Bočkajem a Rudolfem II. došlo v roce 1606 k uzavření míru.
V roce 1606 se zapojil do konfliktu mezi Rudolfem II. a Matyášem Habsburským, tzv. svár bratří v domě habsburském. Kníže se přiklonil na stranu vládnoucího císaře. V roce 1608 to byl stvrzen tzv. Libeňský mír.
V roce 1609 Adam Václav připravoval další ozbrojené vystoupení, vpád na Moravu na podporu straníků Rudolfa II., který usiloval získat výhodnější pozice v mocenském souboji s bratrem Matyášem. Adamu Václavovi za to byla přislíbena doživotní zástava Opavského a Krnovského knížectví a funkce vrchního ubytovatele císařské armády, k uskutečnění plánu nicméně nedošlo vinou předčasného vyzrazení a nedostatku financí na straně knížete. Ještě v zimě 1610/1611, během vpádu pasovských, bylo nicméně těšínské vojsko znovu uvedeno do pohotovosti pro případný zásah na Moravě. V roce 1611, kdy Matyáš stal českým králem, mu kníže Václav Adam složil hold ve Vratislavi.
Na přelomu roku 1609/1610 Adam Václav konvertoval ke katolicismu. Vliv na toto jeho rozhodnutí měl Mikuláš Sarkander, bratr Jana Sarkandera. Kníže tím získal finanční podporu od císaře a císař zase spojence ve Slezsku. Od roku 1610 zahájil na Těšínsku protireformaci. V roce 1611 došlo k celkové změně vlády, a to dle zásady "cuius regio eius religio", tedy "čí země (panství), toho je víra". Vešel do konfliktu s evangelickými představiteli. Jedna z prvních věcí, které provedl, bylo anulování privileje z roku 1568, kterou vydal jeho otec Václav III. Adam Těšínský. Odpor evangelíků a pánských stavů zapříčinil, že katolická víra se uchytila a byla praktikována pouze na knížecím dvoře. Řádu dominikánů byl navrácen kostel a klášter v Těšíně (Kostel sv. Máři Magdalény v Těšíně). Do města byl pozván Řád menších bratří, který byl znám také jako bernardini nebo reformáti, kteří měli pracoval na konverzi evangelíků na katolickou víru. Tím si zajistil dobré vztahy s habsburským dvorem a císařem Matyášem.
V roce 1617, 6. února, se po smrti Karla II. Minsterberskýého stal nový vrchním slezským hejtmanem. Jmenování přispěly i jeho kroky, které činil od roku 1610, tedy od přechodu na katolickou víru. Úřad ovšem vykonával jen krátce, v červenci 1617 zemřel.
Historici hodnotí vládu Adama Václava ne příliš pozitivně. Stále cesty, náklady na zbrojení, neshody mezi obecným lidem, který byl zapříčiněn protireformací, přivedly knížectví na pokraj bankrotu. Jedním z příkladů rozhazovačnosti by mohl být výjezd do Vratislavi v roce 1611, kde vzdal hold králi Matyáši Habsburskému. Výprava čítala 285 členů knížecího dvora, kníže si zamluvil honosně vybavený palác pro něj a celou výpravu. Dalším příkladem byla výprava na polsko-litevské hranice v roce 1614, kdy to bral jako pouť do Kalwarie Zebrzydowské. Čímž chtěl ukázat svou novou zbožnost, podle historických zápisů však více než tu, ukazoval své bohatství a postavení.

## Manželství

### Alžběta Kuronská
17. září 1595 se oženil s Alžbětou Kuronskou († 1601), dcerou po zemřelém kuronském a zemgalském vévodovi Gotthardovi Kettlerovi (1517–1587). Manželství bylo sjednáno na doporučení litevského magnáta Albrechta Radziwiłła. Z manželství se narodilo pět dětí:
- Adam Gotthard (27. červenec 1596 – 25. květen 1597)
- Anna Sidonie (2. březen 1598 – červenec 1619) ⚭ 1616 Jakub II. z Hohenemsu († 1646)
- Alžběta Lukrécie (1. červen 1599 – 16. květen 1653) ⚭ 1618 Gundakar z Lichtenštejna
- Kristián Adam (1600 – 12. březen 1602)
- Fridrich Vilém (9. listopad 1601 – 19. srpen 1625)[9]

### Markéta Koschlingerová
Po smrti své manželky se již neoženil. Žil s ženou nižšího stavu, kterou historici označují jako metresu (milenka panovníka), Markétou Koschlingerovou. S ní měl syna:
- Václav Gottfried (1612 † 1672)[10]

## Smrt
Adam Václav zemřel 13. července 1617 na zámečku Brandýs na tehdejším předměstí Těšína. Byl pochován v kostele sv. Máři Magdalény v Těšíně.
Po jeho smrti Adam Bysinský z Bysiny, majitel Jílovnického panství, na katolické faře ve Skočově, za přítomnosti Vojtěcha Gagatkovského (polsky Wojciecha Gagatkowskiego) a Kryštova Tschammera z Jiskřína, pána na Harbutovicích (polsky Krzysztofa Tschammera z Iskrzyczyna, pana Harbutowic), sepsal a podal obvinění. Obvinil jiné tři představitele těšínské šlechty, že knížete otrávili: jednalo se o zemského maršálka a kancléře Erazima Rudzkého z Rudz, zemského sudí Václava Pelhřima z Třánkovic a Petra Gureckého z Kornic na Javoří a svobodném dvoře Holešově (polsky Goleszowie). Jako důvod uvedl nepřátelské vztahy mezi katolickým knížetem a protestantskou šlechtou. V roce 1619 se spor dostal ke knížecímu soudu v Těšíně. Později 22. prosince 1622 se ale obě strany usmířily a Bysinský své obvinění odvolal.
Historici se přou, zda smrt milenky knížete v lednu 1617 a smrti knížete v červenci 1617, byla náhoda, či úkladný čin.

## Vývod z předků
|                      |                                       |  |                           |                                    |  |  |  |  |  |  |  | Boleslav II. Těšínský |
|                      |                                       |  |                           |                                    |  |  |  |  |  |  |  |                       |
|                      | Kazimír II. Těšínský                  |  |                           |                                    |  |  |  |  |  |  |  |                       |
|                      |                                       |  |                           |                                    |  |  |  |  |  |  |  |                       |
|                      |                                       |  |                           | Anna Bělská                        |  |  |  |  |  |  |  |                       |
|                      |                                       |  |                           |                                    |  |  |  |  |  |  |  |                       |
|                      | Václav II. Těšínský                   |  |                           |                                    |  |  |  |  |  |  |  |                       |
|                      |                                       |  |                           |                                    |  |  |  |  |  |  |  |                       |
|                      |                                       |  |                           | Viktorín z Poděbrad                |  |  |  |  |  |  |  |                       |
|                      |                                       |  |                           |                                    |  |  |  |  |  |  |  |                       |
|                      | Johana z Poděbrad                     |  |                           |                                    |  |  |  |  |  |  |  |                       |
|                      |                                       |  |                           |                                    |  |  |  |  |  |  |  |                       |
|                      |                                       |  |                           | Markéta z Pirkštejna               |  |  |  |  |  |  |  |                       |
|                      |                                       |  |                           |                                    |  |  |  |  |  |  |  |                       |
|                      | Václav III. Adam Těšínský             |  |                           |                                    |  |  |  |  |  |  |  |                       |
|                      |                                       |  |                           |                                    |  |  |  |  |  |  |  |                       |
|                      |                                       |  |                           | Albrecht III. Achilles             |  |  |  |  |  |  |  |                       |
|                      |                                       |  |                           |                                    |  |  |  |  |  |  |  |                       |
|                      | Fridrich II. Braniborsko-Ansbašský    |  |                           |                                    |  |  |  |  |  |  |  |                       |
|                      |                                       |  |                           |                                    |  |  |  |  |  |  |  |                       |
|                      |                                       |  |                           | Anna Saská                         |  |  |  |  |  |  |  |                       |
|                      |                                       |  |                           |                                    |  |  |  |  |  |  |  |                       |
|                      | Anna Braniborsko-Ansbašsko-Kulmbašská |  |                           |                                    |  |  |  |  |  |  |  |                       |
|                      |                                       |  |                           |                                    |  |  |  |  |  |  |  |                       |
|                      |                                       |  |                           | Kazimír IV. Jagellonský            |  |  |  |  |  |  |  |                       |
|                      |                                       |  |                           |                                    |  |  |  |  |  |  |  |                       |
|                      | Žofie Jagellonská                     |  |                           |                                    |  |  |  |  |  |  |  |                       |
|                      |                                       |  |                           |                                    |  |  |  |  |  |  |  |                       |
|                      |                                       |  |                           | Alžběta Habsburská                 |  |  |  |  |  |  |  |                       |
|                      |                                       |  |                           |                                    |  |  |  |  |  |  |  |                       |
| Adam Václav Těšínský |                                       |  |                           |                                    |  |  |  |  |  |  |  |                       |
|                      |                                       |  |                           |                                    |  |  |  |  |  |  |  |                       |
|                      |                                       |  | Jan IV. Sasko-Lauenburský |                                    |  |  |  |  |  |  |  |                       |
|                      |                                       |  |                           |                                    |  |  |  |  |  |  |  |                       |
|                      | Magnus I. Sasko-Lauenburský           |  |                           |                                    |  |  |  |  |  |  |  |                       |
|                      |                                       |  |                           |                                    |  |  |  |  |  |  |  |                       |
|                      |                                       |  |                           | Dorotea Braniborská                |  |  |  |  |  |  |  |                       |
|                      |                                       |  |                           |                                    |  |  |  |  |  |  |  |                       |
|                      | František I. Sasko-Lauenburský        |  |                           |                                    |  |  |  |  |  |  |  |                       |
|                      |                                       |  |                           |                                    |  |  |  |  |  |  |  |                       |
|                      |                                       |  |                           | Jindřich IV. Brunšvicko-Lüneburský |  |  |  |  |  |  |  |                       |
|                      |                                       |  |                           |                                    |  |  |  |  |  |  |  |                       |
|                      | Kateřina Brunšvicko-Wolfenbüttelská   |  |                           |                                    |  |  |  |  |  |  |  |                       |
|                      |                                       |  |                           |                                    |  |  |  |  |  |  |  |                       |
|                      |                                       |  |                           | Kateřina Pomořanská                |  |  |  |  |  |  |  |                       |
|                      |                                       |  |                           |                                    |  |  |  |  |  |  |  |                       |
|                      | Kateřina Sidonie Sasko-Lauenburská    |  |                           |                                    |  |  |  |  |  |  |  |                       |
|                      |                                       |  |                           |                                    |  |  |  |  |  |  |  |                       |
|                      |                                       |  |                           | Albrecht III. Saský                |  |  |  |  |  |  |  |                       |
|                      |                                       |  |                           |                                    |  |  |  |  |  |  |  |                       |
|                      | Jindřich IV. Saský                    |  |                           |                                    |  |  |  |  |  |  |  |                       |
|                      |                                       |  |                           |                                    |  |  |  |  |  |  |  |                       |
|                      |                                       |  |                           | Zdenka Česká                       |  |  |  |  |  |  |  |                       |
|                      |                                       |  |                           |                                    |  |  |  |  |  |  |  |                       |
|                      | Sibyla Saská                          |  |                           |                                    |  |  |  |  |  |  |  |                       |
|                      |                                       |  |                           |                                    |  |  |  |  |  |  |  |                       |
|                      |                                       |  |                           | Magnus II. Meklenburský            |  |  |  |  |  |  |  |                       |
|                      |                                       |  |                           |                                    |  |  |  |  |  |  |  |                       |
|                      | Kateřina Meklenburská                 |  |                           |                                    |  |  |  |  |  |  |  |                       |
|                      |                                       |  |                           |                                    |  |  |  |  |  |  |  |                       |
|                      |                                       |  |                           | Žofie Pomořanská                   |  |  |  |  |  |  |  |                       |
|                      |                                       |  |                           |                                    |  |  |  |  |  |  |  |                       |